# Maximilian von Pfuel
Maximilian Robert Ernst Georg von Pfuel (* 27. August 1854 in Jahnsfelde, Kreis Lebus; † 10. August 1930 in Bad Salzschlirf) war ein preußischer Generalleutnant.

## Herkunft
Maximilian entstammte der Jahnsfelder Linie des alten, in der Märkischen Schweiz ansässigen Adelsgeschlechts von Pfuel. Er war der Sohn des preußischen Sekondeleutnants a. D. Ernst Gebhard Nicolaus Lebrecht von Pfuel (1817–1903) und dessen Ehefrau Marie Natalie, geborene Pabst (* 17. Oktober 1829) sowie der Neffe des Generalmajors Wolf von Pfuel und der Vetter des Generals Curt von Pfuel. Der preußische Ministerpräsident General Ernst von Pfuel war sein Großvater. Sein Urgroßvater Ludwig von Pfuel, war der Hofmarschall des Prinzen Friedrich Wilhelm von Preußen.

## Militärkarriere
Pfuel wurde 1880 Einjährig-Freiwilliger beim Infanterie-Regiment 94, in Weimar, 1882 Leutnant im Jäger-Bataillon Nr. 7, 1892 zum Hauptmann befördert und 1896 Kompaniechef im Infanterie-Regiment Nr. 63. 1902 erfolgte seine Beförderung zum Major im Grenadier-Regiment Nr. 10. 1903 wurde er  Bataillonskommandeur im Grenadier-Regiment Nr. 2, 1908 Oberstleutnant im Grenadier-Regiment Nr. 3. Während des Ersten Weltkriegs diente Pfuel als Generalmajor und Kommandeur der 30. Infanterie-Brigade (siehe Schlacht bei Neufchâteau, 1914). Zuletzt war er Kommandeur der 96. Reserve-Infanterie-Brigade und wurde 1918 zum Generalleutnant befördert.

## Familie
Maximilian heiratete am 3. Oktober 1891 in Bingerau Ella Emma Karoline Luise von Poser und Groß-Naedlitz (29. Juni 1870–1962). Das Paar hatte keine Kinder.

## Ehrungen
Er war Ehrenritter des Johanniterordens (1918).